# 200
За оцінками, в 200 році населення Землі налічувало близько 257 млн. 
Правління Септімія Севера в Римській імперії. 200 рік часто наводиться як верхня межа відносно мирного періоду в історії Імперії Pax Romana, хоча громадянська війна сталася кількома роками раніше, і мине ще понад десять років до смерті імператора Севера, після якої ситуація значно погіршиться. 
200 рік, як круглу дату, часто вказують як межу між різними епохами. Так, приблизно в цей час у Індії брахманізм поступився індуїзму. Приблизно в цей час починається класична епоха в історії цивілізації мая, хоча різні дослідники називають різні дати, які розбігаються більш ніж на 100 років.
У Китаї править династія Хань, в Індії — Кушанська імперія.

## Події
- Імператор Септімій Север подорожує Сирією, Палестиною і Аравією.
- Цао Цао переміг Юаня Шао в битві при Гуаньду.

## Народились
- Діофант, математик. (приблизний рік)
- Марк Клавдій Тацит, майбутній римський імператор.
- Валеріан, майбутній римський імператор. (можлива дата)

## Померли
- Клавдій Гален, медик. (приблизна дата)